# لطيف بليسينج
لطيف بليسينج (بالإنجليزية: Latif Blessing)‏ (30 ديسمبر 1996 بأكرا في غانا - ) هو لاعب كرة قدم غاني في مركز الهجوم. لعب مع سبورتينغ كانساس سيتي. يلعب منذ 2018 مع نادي لوس أنجلوس.

## وصلات خارجية
- لطيف بليسينج على موقع الدوري الأمريكي (الإنجليزية)
- لطيف بليسينج على موقع قاعدة بيانات كرة القدم.إي يو (الإنجليزية)
- لطيف بليسينج على موقع Soccerway.com (الإنجليزية)